# Korsblomst-familien
Korsblomst-familien (Brassicaceae) er en familie med flere end 350 slægter og ca. 3700 arter, som er udbredt i hele verden (undtagen Antarktis). Arterne har følgende vigtige fællestræk: 4-tallige blomster der minder om kors (deraf navnet), en særlig type frugter der kaldes "skulper", og nogle kemiske stoffer der for det meste lugter og smager af sennep. Bladene er enkle eller fingrede med hel rand eller grove lapper. At blomsterne er 4-tallige betyder, at der er fire kronblade og fire støvdragere. Frugterne er skulper, som er aflange kapsler, der åbner sig nedefra. De rummer mange, olieholdige frø. Den type kemisk stof der giver den sennepsagtige smag kaldes en sennepsolie, disse sennepsolier findes i alle dele af planterne. Familien rummer mange flere slægter end dem, der er nævnt her.
| Beskrevne slægter |

- Aftenstjerne (Hesperis)
- Arktisk Gåsemad (Halimolobus)
- Biblomme (Lobularia)
- Blåpude (Aubrieta)
- Braya (Braya)
- Brøndkarse (Nasturtium)
- Dodder (Camelina)
- Draba (Draba)
- Edderkopplante (Cleome)
- Flipkrave (Teesdalia)
- Guldkarse (Rorippa)
- Guldslør (Aurinia)
- Gyldenlak: Se Hjørneklap (synonym Cheiranthus)
- Gæslingeblomst: Se DrabaDraba (synonym: Erophila)
- Gåsemad (Arabidopsis)
- Hjørneklap (Erysimum)
- Hyrdetaske (Capsella)
- Kalkkarse (Arabis)
- Karse (Lepidium)
- Kiddike-slægten (Raphanus)
- Klippeurt (Aethionema)
- Kløvplade (Berteroa)
- Kokleare (Cochlearia)
- Krognål (Alyssum)
- Kugleskulpe (Lesquerella)
- Kål (Brassica)
- Levkøj (Matthiola)
- Løgkarse (Alliaria)
- Måneskulpe (Lunaria)
- Peberrod (Armoracia)
- Pengeurt (Thlapsi)
- Polarræddike (Eutrema)
- Ravnefod (Coronopus)
- Rundskulpe (Neslia)
- Sandkarse (Cardaminopsis)
- Sennep-slægten (Sinapis)
- Sløjfeblomst (Iberis)
- Springklap (Cardamine)
- Strandkål (Crambe)
- Strandsennep (Cakile)
- Sylblad (Subularia)
- Takkeklap (Bunias)
- Tandrod (Dentaria)
- Vajd (Isatis)
- Vejsennep (Descurainia)
- Vejsennep (Sisymbrium)
- Vinterkarse (Barbarea)

| Andre slægter |

| - Alyssoides - Anastatica - Boechera - Chorispora - Clypeola - Conringia - Diplotaxis - Eruca | - Erucastrum - Euclidium - Farsetia - Fibigia - Heliophila - Hirschfeldia - Malcolmia - Microstigma | - Pachyphragma - Petrocallis - Pringlea - Rapistrum - Schizopetalon - Turritis - Wasabia |